# Fritillaria assyriaca
Fritillaria assyriaca är en liljeväxtart som beskrevs av John Gilbert Baker. Fritillaria assyriaca ingår i Klockliljesläktet och i familjen liljeväxter.

## Underarter
Arten delas in i följande underarter:
- F. a. assyriaca
- F. a. melananthera